# Przesuwanie biegunów
Przesuwanie biegunów (lokowanie biegunów, sterowanie modalne, ang. pole placement, pole assignment lub full state feedback (FSF), modal control) – w teorii sterowania metoda projektowania układów ze sprzężeniem zwrotnym lokująca bieguny układu zamkniętego w określonych wcześniej miejscach płaszczyzny s (poprzez znajdowanie odpowiedniej macierzy wzmocnień).

## Opis metody
Lokowanie biegunów jest potrzebne, ponieważ bieguny odpowiadają bezpośrednio wartościom własnym układu (czyli modom ang. modes – ściślej wartościom własnym macierzy układu), które kształtują charakterystyki (odpowiedzi) układu.
Aby tę metodę można było zastosować dla danego układu to układ ten musi być sterowalny.
Jeśli dla transmitancji układu zamkniętego zostanie przedstawiona realizacja w postaci równań stanu:
{\displaystyle {\dot {\underline {x}}}=\mathbf {A} {\underline {x}}+\mathbf {B} {\underline {u}};}
{\displaystyle {\underline {y}}=\mathbf {C} {\underline {x}}+\mathbf {D} {\underline {u}}}
wówczas biegunami układu są pierwiastki równania charakterystycznego danego równaniem:
{\displaystyle \left|s{\textbf {I}}-{\textbf {A}}\right|=0.}
Lokowanie biegunów z zastosowaniem pełnego sprzeżenia od stanu przeprowadza się poprzez oddziaływanie na wektor wejść {\displaystyle {\underline {u}}.} Niech dany będzie sygnał wejściowy proporcjonalny (w sensie macierzowym) do wektora stanu:
{\displaystyle {\underline {u}}=-\mathbf {K} {\underline {x}}.}
Podstawienie tej zależności do powyższych równań stanu daje:
{\displaystyle {\dot {\underline {x}}}=(\mathbf {A} -\mathbf {B} \mathbf {K} ){\underline {x}};}
{\displaystyle {\underline {y}}=(\mathbf {C} -\mathbf {D} \mathbf {K} ){\underline {x}}.}
Pierwiastki układu lokującego bieguny (z pełnym sprzężeniem od stanu) dane są równaniem charakterystrycznym
{\displaystyle \det \left[s{\textbf {I}}-\left({\textbf {A}}-{\textbf {B}}{\textbf {K}}\right)\right].}
Porównując wyrażenia w tym równaniu z wyrażeniami pożądanego równania charakterystycznego otrzymujemy wartości macierzy wzmocnienia (macierzy sprzężenia) {\displaystyle {\textbf {K}},} która determinuje wartości własne układu zamkniętego lokując bieguny w miejscach określonych przez pożądane równanie charakterystyczne.

## Przykład lokowania biegunów przez pełne sprzężenie od stanu
Niech dany będzie układ sterowania określony przez następujące równania stanu:
{\displaystyle {\dot {\underline {x}}}={\begin{bmatrix}0&1\\-2&-3\end{bmatrix}}{\underline {x}}+{\begin{bmatrix}0\\1\end{bmatrix}}{\underline {u}}}
Układ zamknięty bez członu sterującego posiada bieguny w punktach {\displaystyle s=-1} i {\displaystyle s=-2.} Załóżmy, że w odniesieniu do odpowiedzi układu, pożądane jest ulokowanie wartości własnych układu sterowanego w punktach {\displaystyle s=-1} i {\displaystyle s=-5.} Pożądane równanie charakterystyczne ma więc postać {\displaystyle s^{2}+6s+5=0.}
Postępując zgodnie z powyższą procedurą: {\displaystyle \mathbf {K} ={\begin{bmatrix}k_{1}&k_{2}\end{bmatrix}}} a równanie charakterystyczne układu sterowanego przez lokowanie biegunów (ze sprzężeniem od stanu).
{\displaystyle \left|s\mathbf {I} -\left(\mathbf {A} -\mathbf {B} \mathbf {K} \right)\right|}{\displaystyle {}=\det {\begin{bmatrix}s&-1\\2+k_{1}&s+3+k_{2}\end{bmatrix}}}{\displaystyle {}=s^{2}+(3+k_{2})s+(2+k_{1}).}
Określając to równanie charakterystyczne jako równe pożądanemu równaniu charakterystycznemu, otrzymujemy:
{\displaystyle \mathbf {K} ={\begin{bmatrix}3&3\end{bmatrix}}.}
Dlatego przypisanie {\displaystyle {\underline {u}}=-\mathbf {K} {\underline {x}}} lokuje bieguny układu zamkniętego w pożądanych miejscach, wpływając na odpowiedź tak jak tego oczekiwano.

## Formuła Ackermanna
Formuła Ackermanna to wzór pozwalający na wyznaczenie macierzy {\displaystyle K} bez konieczności uprzedniego sprowadzania opisu obiektu regulacji do jakiejś specjalnej postaci, jak i bez konieczności wyznaczania równania charakterystycznego tego obiektu.

## Uwaga
Powyższe odnosi się to tylko do układu o jednym wejściu (czyli wektor {\displaystyle {\underline {u}}} sprowadzony jest do wartości skalarnej). Dla układów o wielu wejściach macierz {\displaystyle K} nie jest jednoznaczna. Dlatego dobór najlepszych wartości {\displaystyle K} nie jest trywialny. W takich przypadkach można zastosować regulator liniowo-kwadratowy.